# Liste der Werke des Corpus Scriptorum Ecclesiasticorum Latinorum
Dies ist eine Liste der Werke des Corpus Scriptorum Ecclesiasticorum Latinorum (CSEL). Die Buchreihe mit Werken lateinischer christlicher Schriftsteller der Spätantike wird von der Arbeitsstelle CSEL an der Universität Salzburg herausgegeben.

## Übersicht
Die Reihe ist folgendermaßen untergliedert:
(Bände einer aktualisierte Zweitauflage älterer Bände wurden mit nachgestelltem „(Suppl.)“ gekennzeichnet.)
- 1 Sulpicius Severus, Opera – ed. K. Halm 1866; Pseudo-Sulpicius Severus, Epistulae – ed. K. Halm 1866
- 2 Minucius Felix, Octavius. Firmicus Maternus, De errore profanarum religionum – ed. K. Halm 1867
- 3/1 Cyprianus, Opera omnia (pars 1): Ad Donatum, Quod idola dii non sint, Ad Quirinum (testimoniorum libri tres), De habitu virginum, De catholicae ecclesiae unitate, De lapsis, De dominica oratione, De mortalitate, Ad Fortunatum (De exhortatione martyrii), Ad Demetrianum, De opere et eleemosynis, De bono patientiae, De zelo et livore, Sententiae episcoporum numero LXXXVII (De haereticis baptizandis) – ed. W. Hartel 1868
- 3/2 Cyprianus, Opera omnia (pars 2): Epistulae – ed. W. Hartel 1871
- 3/3 Cyprianus (Pseudo-Cyprianus), Opera omnia (pars 3): Opera spuria. Indices. Praefatio – ed. W. Hartel 1871
- 4 Arnobius, Adversus nationes – ed. A. Reifferscheid 1875
- 5 Orosius, Historiarum adversum paganos libri septem, Liber apologeticus – ed. K. Zangemeister 1882
- 6 Ennodius, Opera omnia – ed.W. Hartel 1882
- 7 Victor Vitensis, Historia persecutionis Africanae provinciae. Pseudo-Victor Vitensis, Passio septem monachorum, Notitia provinciarum et civitatum Africae – ed. M. Petschenig 1881
- 8 Salvianus Massiliensis, Opera omnia – ed. F. Pauly 1883
- 9/1 Eugippius, Excerpta ex operibus Augustini – ed. P. Knöll 1885
- 9/2 Eugippius, Vita sancti Severini – ed. P. Knöll 1886
- 10 Sedulius, Opera omnia – ed. J. Huemer 1885
- 10 (Suppl.) Sedulius, Opera omnia – ed. J. Huemer, editio altera supplementis aucta curante V. Panagl 2007
- 11 Claudianus Mamertus, Opera – ed. A. Engelbrecht 1885
- 12 Augustinus, Speculum. Pseudo-Augustinus, Liber de divinis scripturis – ed. F. Weihrich 1887
- 13 Cassianus, Conlationes – ed. M. Petschenig 1886
- 13 (Suppl.) Cassianus, Conlationes – ed. M. Petschenig, editio altera supplementis aucta curante G. Kreuz 2004
- 14 Lucifer Calaritanus, Opuscula – ed. W. Hartel 1886
- 15 Commodianus, Carmina – ed. B. Dombart 1887
- 16/1 Poetae Christiani minores: Paulinus Petricordiae, Carmina – ed. M. Petschenig / Orientius, Carmina – ed. R. Ellis / Paulinus Pellaeus, Eucharisticos – ed. G. Brandes / Claudius Marius Victor, Alethia. Proba, Cento – ed. K. Schenkl 1888
- 17 Cassianus, De institutis coenobiorum, De incarnatione domini contra Nestorium – ed. M. Petschenig 1888
- 17 (Suppl.) Cassianus, De institutione coenobiorum, De incarnatione contra Nestorium – ed. M. Petschenig, editio altera supplementis aucta cur. G. Kreuz 2004
- 18 Priscillianus, Opera. Orosius, Commonitorium de errore Priscillianistarum et Origenistarum – ed. Georg Schepss 1889
- 19 Lactantius, Divinae institutiones et Epitome divinarum institutionum – S. Brandt 1890
- 20 Tertullianus, De spectaculis, De idololatria, Ad nationes, De testimonio animae, Scorpiace, De oratione, De baptismo, De pudicitia, De ieiunio adversus psychicos, De anima – ed. A. Reifferscheid, G. Wissowa 1890
- 21 Faustus Reiensis, De gratia libri duo, De spiritu sancto libri duo, Epistulae, Sermones. Ruricius, Epistularum libri duo – ed. A. Engelbrecht 1891
- 22 Hilarius, Tractatus super psalmos – ed. A. Zingerle 1891
- 23 Cyprianus Gallus, Heptateuchos, accedunt incertorum De Sodoma et Iona et ad senatorem carmina et Hilarii quae feruntur in Genesin, de Maccabeis atque de Evangelio – ed. R. Peiper 1891
- 24 Iuvencus, Evangeliorum libri quattuor – ed. J. Huemer 1891
- 25/1 Augustinus, De utilitate credendi, De duabus animabus, Contra Fortunatum Manichaeum, Contra Adimantum, Contra epistulam fundamenti, Contra Faustum Manichaeum – ed. J. Zycha 1891
- 25/2 Augustinus, Contra Felicem Manichaeum, De natura boni, Epistula Secundini, Contra Secundinum Manichaeum. Euodius, De fide contra Manichaeos. Pseudo-Augustinus, Commonitorium quomodo sit agendum cum Manichaeis – ed. J. Zycha 1892
- 26 Optatus Milevitanus, Contra Parmenianum Donatistam, Appendix decem monumentorum veterum – ed. K. Ziwsa 1893
- 27/1 Lactantius, De opificio dei, De ira dei, Carmina, Fragmenta – ed. S. Brandt 1893
- 27/2 Lactantius, De mortibus persecutorum – ed. S. Brandt, G. Laubmann 1897
- 28/1 Augustinus, De Genesi ad litteram, De Genesi ad litteram liber imperfectus, Locutiones in Heptateuchum – ed. J. Zycha 1894
- 28/2 Augustinus, Quaestiones in Heptateuchum, Adnotationes in Iob – ed. J. Zycha 1895
- 29 Paulinus Nolanus, Epistulae – ed. W. Hartel 1894
- 29 (Suppl.) Paulinus Nolanus, Epistulae – ed. W. Hartel, editio altera supplementis aucta curante M. Kamptner 1999
- 30 Paulinus Nolanus, Carmina – ed. W. Hartel 1894
- 30 (Suppl.) Paulinus Nolanus, Carmina – ed. W. Hartel, editio altera supplementis aucta curante M. Kamptner 1999
- 31 Eucherius, Formulae spiritalis intellegentiae, Instructionum libri duo, Passio Agaunensium martyrum, Epistula de laude Heremi, accedunt Epistulae ab Salviano et Hilario et Rustico ad Eucherium datae – ed. K. Wotke 1894
- 32/1 Ambrosius, Exameron, De paradiso, De Cain et Abel, De Noe, De Abraham, De Isaac, De bono mortis – ed. K. Schenkl 1896/1897
- 32/2 Ambrosius, De Iacob, De Ioseph, De patriarchis, De fuga saeculi, De interpellatione Iob et David, De apologia David, Apologia David altera, De Helia et ieiunio, De Nabuthae, De Tobia – ed. K. Schenkl 1897
- 32/4 Ambrosius, Expositio evangelii secundum Lucan – ed. K. Schenkl 1902
- 33 Augustinus, Confessiones – ed. P. Knöll 1896
- 34/1 Augustinus, Epistulae (ep. 1-30) – ed. A. Goldbacher 1895
- 34/2 Augustinus, Epistulae (ep. 31-123) – ed. A. Goldbacher 1898
- 35/1 Epistulae imperatorum pontificum aliorum inde ab a. CCCLXVII usque ad a. DLIII datae Avellana quae dicitur collectio, pars I: ep. 1-104 – ed. O. Guenther 1895
- 35/2 Epistulae imperatorum pontificum aliorum inde ab a. CCCLXVII usque ad a. DLIII datae Avellana quae dicitur collectio, pars II: ep. 105-244 – ed. O. Guenther 1898
- 36 Augustinus, Retractationes – ed. P. Knöll 1902
- 37 Flavius Iosephus, Contra Apionem – ed. K. Boysen 1898
- 38 Filastrius Brixiensis, Diversarum hereseon liber – ed. F. Marx 1898
- 39 Itinera Hierosolymitana – ed. P. Geyer 1898
- 40/1 Augustinus, De civitate dei (pars 1: lib. 1-13) – ed. E. Hoffmann 1899
- 40/2 Augustinus, De civitate dei (pars 2: lib. 14-22) – ed. E. Hoffmann 1900
- 41 Augustinus, De fide et symbolo, De fide et operibus, De agone christiano, De continentia, De bono coniugali, De sancta virginitate, De bono viduitatis, De adulterinis coniugiis, De mendacio, Contra mendacium, De opere monachorum, De divinatione daemonum, De cura pro mortuis gerenda, De patientia – ed. J. Zycha 1900
- 42 Augustinus, De perfectione iustitiae hominis, De gestis Pelagii, De gratia Christi, De nuptiis et concupiscentia – ed. K. F. Vrba, J. Zycha 1902
- 43 Augustinus, De consensu evangelistarum libri quattuor – ed. F. Weihrich 1904
- 44 Augustinus, Epistulae (ep. 124-184 A) – ed. A. Goldbacher 1904
- 45 Evagrius, Altercatio legis inter Simonem Iudaeum et Theophilum Christianum – ed. E. Bratke 1904
- 46 Tyrannius Rufinus, Orationum Gregorii Nazianzeni novem interpretatio – J. Wrobelii copiis usus edidit et prolegomena indicesque adiecit A. Engelbrecht 1910
- 47 Tertullianus, De patientia, De carnis resurrectione, Adversus Hermogenem, Adversus Valentinianos, Adversus omnes haereses, Adversus Praxean, Adversus Marcionem – ed. E. Kroymann 1906
- 48 Boethius, In Isagogen Porphyrii commenta – copiis G. Schepss comparatis suisque usus ed. S. Brandt 1906
- 49 Victorinus Petavionensis, Opera – ed. J. Haussleiter 1916
- 50 Pseudo-Augustinus, Quaestiones veteris et novi testamenti CXXVII, accedit appendix  continens alterius editionis quaestiones selectas – ed. A. Souter 1908
- 51 Augustinus, Psalmus contra partem Donati, Contra epistulam Parmeniani, De baptismo – ed. M. Petschenig 1908
- 52 Augustinus, Contra litteras Petiliani, Epistula ad catholicos de secta Donatistarum, Contra Cresconium – ed. M. Petschenig 1909
- 53 Augustinus, De unico baptismo, Breviculus collationis cum Donatistis, Contra partem Donati post gesta, Sermo ad Caesariensis ecclesiae plebem, Gesta cum Emerito Donatistarum episcopo, Contra Gaudentium Donatistarum episcopum. Accedit Sententia concilii Bagaiensis. Pseudo-Augustinus, Sermo de Rusticiano subdiacono, Adversus Fulgentium Donatistam – ed. M. Petschenig 1910
- 54 Hieronymus, Epistulae 1-70 – ed. I. Hilberg 1910
- 54 (Suppl.) Hieronymus, Epistulae 1-70 – ed. I. Hilberg, editio altera supplementis aucta curante M. Kamptner 1996
- 55 Hieronymus, Epistulae 71-120 – ed. I. Hilberg 1912
- 55 (Suppl.) Hieronymus, Epistulae 71-120 – ed. I. Hilberg, editio altera supplementis aucta curante M. Kamptner 1996
- 56 Hieronymus, Epistulae 121-154 – ed. I. Hilberg 1918
- 56/1 Hieronymus, Epistulae 121-154 – ed. I. Hilberg, editio altera supplementis aucta curante M. Kamptner 1996
- 56/2 Hieronymus, Epistularum Indices et Addenda – comp. M. Kamptner 1996
- 57 Augustinus, Epistulae (ep. 185-270) – ed. A. Goldbacher 1911
- 58 Augustinus, Epistulae: Praefatio editoris et indices – ed. A. Goldbacher 1923
- 59 Hieronymus, In Hieremiam prophetam libri sex – ed. S. Reiter 1913
- 60 Augustinus, De peccatorum meritis et remissione et de baptismo parvulorum, De spiritu et littera, De natura et gratia, De natura et origine animae, Contra duas epistulas Pelagianorum – ed. K. F. Vrba et J. Zycha 1913
- 61 Prudentius, Carmina – ed. J. Bergman 1926
- 62 Ambrosius, Expositio psalmi CXVIII – ed. M. Petschenig 1913
- 62 (Suppl.) Ambrosius, Expositio psalmi CXVIII – ed. M. Petschenig, editio altera supplementis aucta cur. M. Zelzer 1999
- 63 Augustinus, Contra Academicos, De beata vita, De ordine – ed. P. Knöll 1922
- 64 Ambrosius, Explanatio psalmorum XII – ed. M. Petschenig 1919
- 64 (Suppl.) Ambrosius, Explanatio psalmorum XII – ed. M. Petschenig, editio altera supplementis aucta cur. M. Zelzer 1999
- 65 Hilarius Pictaviensis, Tractatus mysteriorum, Collectanea antiariana, Ad Constantium imperatorem, Hymni, Fragmenta. Pseudo-Hilarius, Epistula ad Abram filiam, Hymni – ed. A. Feder 1916
- 66/1 Hegesippus, Historiae libri V – ed. V. Ussani 1932
- 66/2 Hegesippus, Historiae libri V. Praefatio et Indices – ed. V. Ussani, praef. K. Mras 1960
- 67 Boethius, De consolatione philosophiae – R. Peiperi atque G. Schepssii copiis et A. Engelbrechtii studiis usus ed. W. Weinberger 1934
- 68 Gaudentius Brixiensis, Tractatus – ed. A. Glück 1936
- 69 Tertullianus, Apologeticum – ed. H. Hoppe 1939
- 70 Tertullianus, De praescriptione haereticorum, De cultu feminarum, Ad uxorem, De exhortatione castitatis, De corona, De carne Christi, Adversus Iudaeos – ed. E. Kroymann 1942
- 71 Cassiodorus – Epiphanius, Historia ecclesiastica tripartita – rec. W. Jacob, ed. cur. R. Hanslik 1952
- 72 Arator, De actibus apostolorum – ed. A. P. McKinlay 1951
- 73 Ambrosius, Explanatio symboli, De sacramentis, De mysteriis, De paentientia, De excessu fratris, De obitu Valentiniani, De obitu Theodosii – ed. O. Faller 1955
- 74 Augustinus, De libero arbitrio libri tres – ed. W. M. Green 1956
- 75 Benedicti Regula – ed. R. Hanslik 1960
- 75 Benedicti Regula – ed. R. Hanslik 1977
- 76 Tertullianus, Ad martyras, Ad Scapulam, De fuga in persecutione, De monogamia, De virginibus velandis, De pallio – opera E. Kroymann usus ed. V. Bulhart / Tertullianus, De paenitentia – ed. Ph. Borleffs 1957
- 77 Augustinus, De magistro – ed. G. Weigel 1961
- 78 Ambrosius, De fide – ed. O. Faller 1962
- 79 Ambrosius, De spiritu sancto libri tres, De incarnationis dominicae sacramento – ed. O. Faller 1964
- 80 Augustinus, De doctrina christiana – ed. W. M. Green 1963
- 81/1 Ambrosiaster, Commentarius in epistulas Paulinas (ad Romanos) – ed. H. J. Vogels 1966
- 81/2 Ambrosiaster, Commentarius in epistulas Paulinas (ad Corinthios) – ed. H. J. Vogels 1968
- 81/3 Ambrosiaster, Commentarius in epistulas Paulinas (ad Galatas, ad Efesios, ad Filippenses, ad Colosenses, ad Thesalonicenses, ad Timotheum, ad Titum, ad Filemonem) – ed. H. J. Vogels 1969
- 82/1 Ambrosius, Epistulae et acta, epistularum libri I-VI – ed. O. Faller 1968
- 82/2 Ambrosius, Epistulae et acta: Epistularum libri VII-VIIII – post O. Faller rec. M. Zelzer 1990
- 82/3 Ambrosius, Epistularum liber decimus, Epistulae extra collectionem, Gesta concili Aquileiensis – ed. M. Zelzer 1982
- 82/4 Ambrosius. Epistulae et acta: Indices et Addenda – comp. M. Zelzer, adiuvante L. Krestan 1996
- 83/1 Marius Victorinus, Ad Candidum Arrianum, Adversus Arium, De homoousio recipiendo, Hymni – ed. P. Henry, P. Hadot 1971
- 83/2 Marius Victorinus, In epistulam Pauli ad Ephesios, In epistulam Pauli ad Galatas, In epistulam Pauli ad Philippenses – ed. F. Gori 1986
- 84 Augustinus, Expositio quarumdam propositionum ex epistula ad Romanos, Epistulae ad Galatas expositio, Epistulae ad Romanos inchoata expositio – ed. J. Divjak 1971
- 85/1 Augustinus, Contra Iulianum opus imperfectum (libri 1-3) – post E. Kalinka ed. M. Zelzer 1974
- 85/2 Augustinus, Contra Iulianum opus imperfectum (libri 4-6) – ed. M. Zelzer 2004
- 86 Basili Regula a Rufino latine versa – ed. K. Zelzer 1986
- 87 Eugippii Regula – ed. F. Villegas, A. De Vogüé 1976
- 88 Augustinus, Epistolae ex duobus codicibus nuper in lucem prolatae – ed. J. Divjak 1981
- 89 Augustinus, Soliloquiorum libri duo, De inmortalitate animae, De quantitate animae – ed. W. Hörmann 1986
- 90 Augustinus, De moribus ecclesiae catholicae et de moribus Manichaeorum libri duo – ed. J. B. Bauer 1992
- 91 Augustinus, De Genesi contra Manichaeos – ed. D. Weber 1998
- 92 Augustinus, Contra sermonem Arrianorum praecedit sermo Arrianorum – ed. M. J. Suda / Augustinus, De correptione et gratia – ed. G. Folliet 2000
- 93/1A Augustinus, Enarrationes in Psalmos 1-32 (expos.) – ed. C. Weidmann 2003
- 93/1B Augustinus, Enarrationes in Psalmos 18-32 (Sermones) – ed. C. Weidmann 2011
- 94/1 Augustinus, Enarrationes in Psalmos 51-60 – ed. H. Müller 2004
- 95/1 Augustinus, Enarrationes in Psalmos 101-109 – ed. F. Gori adiuvante C. Pierantoni 2011
- 95/2 Augustinus, Enarrationes in Psalmos 110-118 – ed. F. Gori adiuvante A. De Nicola 2015
- 95/3 Augustinus, Enarrationes in Psalmos 119-133 – ed. F. Gori 2001
- 94/4 Augustinus, Enarrationes in Psalmos 134-140 – ed. F. Gori adiuvante F. Recanatini 2002
- 95/5 Augustinus, Enarrationes in Psalmos 141-150 – ed. F. Gori adiuvante I. Spaccia 2005
- 96 Anonymi in Iob commentarius – ed. K. B. Steinhauser, adiuvantibus H. Müller et D. Weber 2006
- 97 Prosper, De vocatione omnium gentium – ed. R. J. Teske, D. Weber 2009
- 98 Monastica 1: Donati Regula, Pseudo-Columbani Regula monialium (frg.) – ed. V. Zimmerl-Panagl, Edition der Regula Donati nach Vorarbeiten von M. Zelzer 2015
- 99 Pseudo-Augustinus, De oratione et elemosina, De sobrietate et castitate, De incarnatione et deitate Christi ad Ianuarium, Dialogus quaestionum – ed. L. J. Dorfbauer 2011
- 100 Prosper, Liber Epigrammatum – ed. A. G. A. Horsting 2016
- 101 Augustinus, Sermones selecti – ed. C. Weidmann 2015
- 102 Augustinus, De musica – ed. M. Jacobsson, Einleitung von M. Jacobsson und L. J. Dorfbauer 2017
- 103 Fortunatianus Aquileiensis, Commentarii in evangelia – ed. L. J. Dorfbauer 2017
- 104 Collatio Carthaginensis anni 411: Gesta collationis Carthaginensis; Augustinus, Breviculus collationis; Augustinus, Ad Donatistas post collationem - ed. C. Weidmann 2018
- 105 Augustinus, Späte Schriften zur Gnadenlehre, De gratia et libero arbitrio, De praedestinatione sanctorum libri duo (olim: De praedestinatione sanctorum, De dono perseverantiae) - ed. V. H. Drecoll und C. Scheerer unter Mitarbeit von B. Gleede 2019
- 106 Ambrosius Mediolanensis, Orationes funebres I: In psalmum 61/De obitu Gratiani, De consolatione Valentiniani/De obitu Valentiniani, De obitu Theodosii - ed. V. Zimmerl-Panagl 2021
- 107 Ambrosius Mediolanensis, Orationes funebres II: De excessu fratris libri II - ed. V. Zimmerl-Panagl, Berlin u. a. 2022